# Johann Peter Emilius Hartmann
Johann Peter Emilius Hartmann (ur. 14 maja 1805 w Kopenhadze, zm. 10 marca 1900 tamże) – duński kompozytor, dyrygent i organista.

## Życiorys
Syn Augusta Wilhelma Hartmanna (1775–1850), skrzypka w kapeli królewskiej. Uczył się od ojca gry na fortepianie, skrzypcach i organach. Zgodnie z wolą rodziców ukończył studia prawnicze (1822–1828) na Uniwersytecie Kopenhaskim, po czym do 1870 roku pracował jako członek dworskiej komisji werbunkowej. W 1824 roku objął posadę organisty kościoła garnizonowego w Kopenhadze, następnie od 1843 roku do końca życia był organistą kopenhaskiej katedry NMP. 
W latach 1827–1842 był wykładowcą konserwatorium Siboniego w Kopenhadze. Współzałożyciel i wykładowca utworzonego w 1866 roku Królewskiego Duńskiego Konserwatorium Muzycznego, którym zarządzał wspólnie z N.W. Gadem i H.S. Paullim. Był także współzałożycielem towarzystwa muzycznego Musikforening, w latach 1839–1892 był jego przewodniczącym, odgrywając wiodącą rolę w życiu muzycznym Kopenhagi. Działał także w studenckim towarzystwie muzycznym Studentersangforeningen, od 1858 roku pełniąc funkcję jego prezesa. W 1874 roku otrzymał tytuł doktora honoris causa Uniwersytetu Kopenhaskiego.
Wielokrotnie odbywał podróże zagraniczne, odwiedził Niemcy, Szwajcarię, Austrię i Francję. W Berlinie poznał Franza Berwalda i Clarę Wieck, w Lipsku natomiast Felixa Mendelssohna i Roberta Schumanna. Wywarł wielkie wrażenie na Schumannie, który zamieszczał przez lata recenzje utworów Hartmanna na łamach Neue Zeitschrift für Musik. W 1843 roku Sonatą op. 34 zajął III miejsce w konkursie na sonatę fortepianową, ogłoszonym przez Norddeutscher Musikverein.
Odznaczony został duńskimi Krzyżem Wielkim i Odznaką Honorową Orderu Danebroga oraz Medalem Zasługi, norweskim Krzyżem Komandorskim Orderu Świętego Olafa i szwedzkim Krzyżem Kawalerskim 1. Klasy Orderu Wazów.
Jego syn Emil Hartmann także został kompozytorem, córka Sophie wyszła natomiast za mąż za Nielsa Wilhelma Gadego.

## Twórczość
Był najważniejszym obok Nielsa Wilhelma Gadego przedstawicielem duńskiego życia muzycznego XIX wieku. Jego twórczość, choć zdominowana przez utwory wokalno-instrumentalne, obejmuje wszystkie gatunki muzyczne. We wczesnym okresie nawiązywał do tradycji klasycystycznych, później jego muzyka nabrała charakteru romantycznego, z silnym wpływem elementów narodowych (zainteresowanie tematyką staroskandynawskich sag i mitów). Twórczość Hartmanna zdobyła sobie dużą popularność w Danii, w innych krajach była jednak mało znana.

## Wybrane kompozycje
(na podstawie materiałów źródłowych)

### Utwory orkiestrowe
- 2 symfonie (I g-moll 1836 zrewid. 1851, II E-dur 1848)
- Uwertura d-moll (1825)
- uwertura Gejstlig Ouverture c-moll (1827)
- Uwertura C-dur (1852)
- uwertura do dramatu Adama Oehlenschläger Axel og Valborg (1856)
- uwertura do dramatu Adama Oehlenschläger Corregio (1856)
- uwertura En efteraarsjagt (1863)

### Utwory kameralne
- Sonata na flet lub klarnet (1853)
- 3 sonaty skrzypcowe (1826, 1846, 1886)
- Suita na skrzypce lub klarnet (1864)
- Fantasi-Allegro na skrzypce lub klarnet (1889)

### Opery
- Ravnen, eller Broderprøven (wyst. Kopenhaga 1832, wersja zrewid. wyst. Kopenhaga 1865)
- Korsarerne (wyst. Kopenhaga 1835)
- Liden Kirsten (wyst. Kopenhaga 1846, wersja zrewid. wyst. Kopenhaga 1858)

### Balety
- Et folkesagn (wyst. Kopenhaga 1854)
- Trymskviden (wyst. Kopenhaga 1868)
- Arcona (wyst. Kopenhaga 1875)